# 泉州市舶提举司

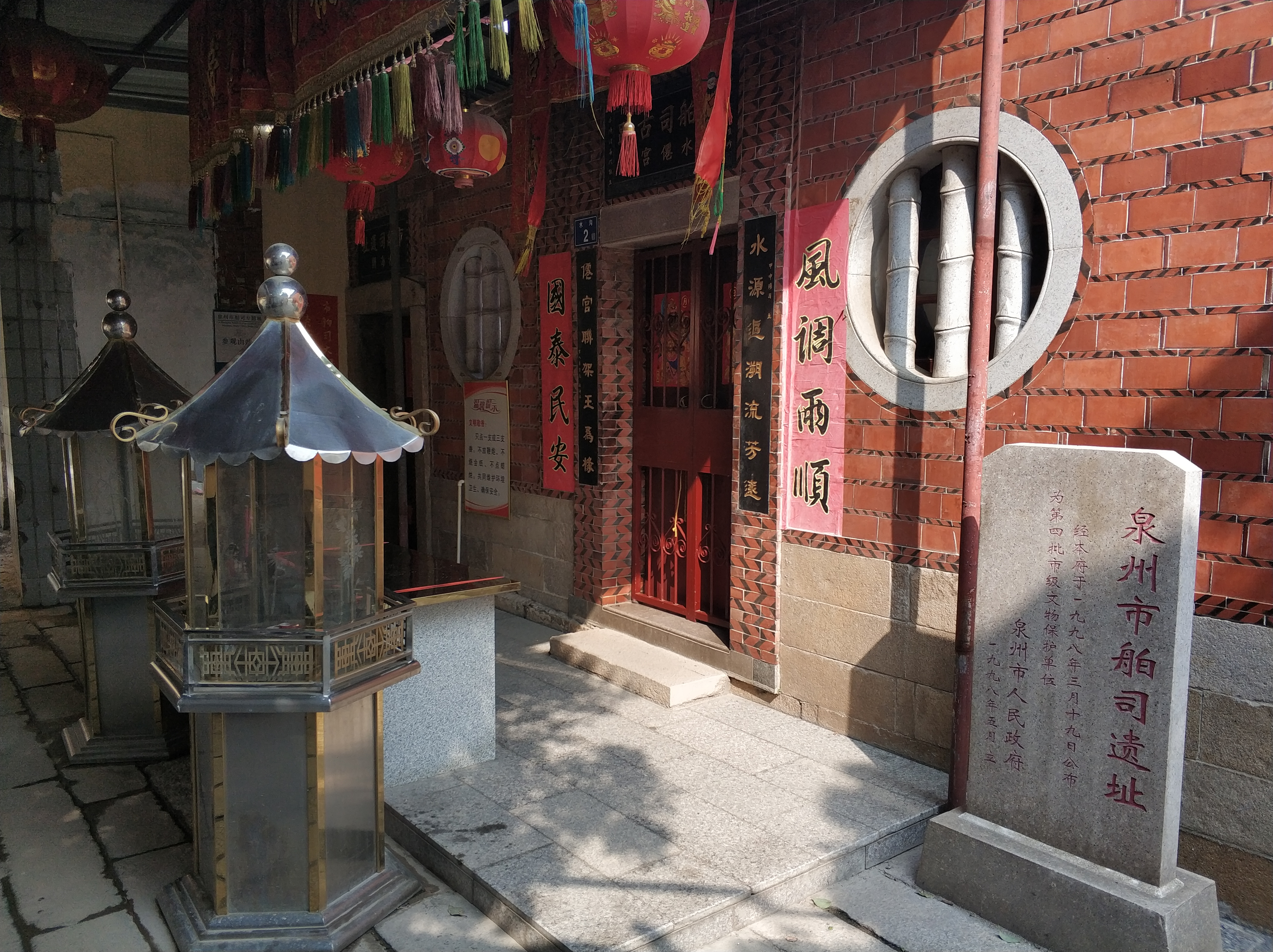
泉州市舶司遗址

泉州市舶提举司，简称泉州市舶司，位于今福建省泉州市鲤城区，屬於中国古代海关管理机构。泉州港兴于唐，盛于宋元，衰于明中叶。据道光《晉江縣志》记：市舶提举司在府治南水仙门内。有关方志记载：南薰门在市舶司之旁。即今泉州市内水门巷竹街南薰门（水门）遗址西北，西到水仙宫，东到三义庙，北到马坂巷洪厝山。北宋元祐二年（1087年），朝廷设立福建提举市舶司于泉州，此后撤复不断，直到明朝成化八年（1472年），福建市舶提举司才最终迁往福州。

## 沿革
宋朝时期，泉州是一个非常繁华的港口，一直到元朝灭宋之后还是非常繁华，当时的泉州有许多阿拉伯商人居住，甚至影响闽南语口头问候语。元朝時，意大利旅行家马可·波罗隨著蒙古军队來到中国，曾在泉州居住一段時間，并从这里乘船回国。他在遊记里对泉州的繁华进行了详细的描述。而天主教罗马教皇也曾派特使孟高维诺前往中國大都（今北京）覲見元成宗，也是從泉州登陆的。元朝時，福建提举市舶司改名為泉州市舶提舉司（简称泉州市舶司）。至元十五年（1278年），泉州升為泉州路。
明朝洪武初年（1368年），泉州路改為泉州府。洪武七年（1374年），明州、泉州、广州三市舶司同时关闭废弃。永乐元年（1403年），复置太仓黄渡、宁波、泉州、广州、交趾云南五市舶司，准日本通贡宁波，琉球通贡泉州，但民间海禁事例并没有取消。成化八年（1472年），泉州市舶司迁至福州府整合管轄。嘉靖二年（1523年），严申海禁，罢浙、闽二市舶司，只留广州市舶司，不久也废除。直到嘉靖三十九年（1560年），经淮扬巡抚唐顺之的请求，三司才得到恢复。嘉靖四十四年（1565年），浙江一司以巡抚刘畿的请求，又罢。福建一司开而复废，至万历中始恢复。自此以后，终明之世，市舶司无大变动。